# Carinotrachia carsoniana
Carinotrachia carsoniana é uma espécie de gastrópode  da família Camaenidae.
É endémica da Austrália.